# Neo-classical metal
Neo-classical metal is een subgenre van metal dat sterk beïnvloed wordt door de klassieke muziek van voor 1900, zowel in de speeltechniek als in de composities. Het bevat complexe muzikale structuren, zoals in de progressieve rock. Grondlegger van het genre is Ritchie Blackmore die in de jaren zeventig de liedjes van Deep Purple en Rainbow doorspekte met klassiek geïnspireerde passages. Daarnaast waren er nog andere gitaristen zoals Randy Rhoads en Uli Jon Roth. De benaming neo-classical metal kwam pas later, toen de Zweedse gitaarvirtuoos Yngwie Malmsteen doorbrak met in zijn kielzog nog een schare gitaristen die melodie en vingervlugheid wisten te koppelen.

## Muzikanten
Op Wikipedia besproken muzikanten: 
- Michael Angelo Batio
- Jason Becker
- Ritchie Blackmore
- Marty Friedman
- Paul Gilbert
- Yngwie Malmsteen
- Takayoshi Ohmura
- Randy Rhoads
- Michael Romeo

## Bands
Op Wikipedia besproken bands: 
- Adagio
- Angra
- At Vance
- Galneryus
- Haggard
- Mastercastle
- Racer X
- Rainbow
- Rhapsody of Fire
- Stratovarius
- Symphony X

## Gerelateerde metalgenres
- Powermetal
- Progressieve metal
- Symfonische metal